# Mechtildis von Liebenstein
Mechtildis von Liebenstein OCist (* vor 1245; † nach 1252) war eine deutsche Zisterzienserin und von 1249 bis 1252 Äbtissin des Zisterzienser-Klosters Lichtenthal.

## Leben
Mechtildis von Liebenstein war eine Verwandte von Trudlindis von Liebenstein und kam mit ihr und weiteren Schwestern aus dem Kloster Wald nach Lichtenthal, wo sie die erste Priorin der Abtei wurde. Nachdem Äbtissin Trudlindis 1249 ihr Amt wegen schwerer Krankheit aufgeben musste und kurz danach verstarb, wurde Mechtildis noch im gleichen Jahr einstimmig zur 2. Äbtissin des Klosters Lichtenthal gewählt. Während ihrer Amtszeit wurde der Klosterneubau abgeschlossen und 1250 die Pfarrkirche in Ettlingen durch ein päpstliches Breve dem Stift eingegliedert. Äbtissin Mechtildis resignierte im Jahr 1252. Ihre Nachfolgerin im Amt als Äbtissin des Klosters Lichtenthal wurde die aus der Diözese Würzburg stammende Adelheid von Krautheim.